# Veauville-lès-Baons
Veauville-lès-Baons är en kommun i departementet Seine-Maritime i regionen Normandie i norra Frankrike. Kommunen ligger i kantonen Yvetot som tillhör arrondissementet Rouen. År 2018 hade Veauville-lès-Baons 714 invånare.

## Befolkningsutveckling
Antalet invånare i kommunen Veauville-lès-Baons
| Referens: INSEE |